# Luis Reyes (voleibolista)
Luis Enrique Reyes Rodríguez (26 de Janeiro de 1999) é um jogador de vôlei de praia cubano.

## Carreira
Em 2017 formava dupla com Chichi Aguilera na conquista da medalha de bronze na etapa de Varadero, válida pelo Circuito NORCECA de Vôlei de Praia, já nesta mesma etapa no referido circuito em 2018 terminou na nona posição, depois no mesmo ano conquistou o título ao lado de Karell Piña Ventoza na etapa de Punta Cana e o quinto posto em Boca Chica.
A partir de 2019 passou a jogar com Sergio González no Circuito Mundial de Vôlei de Praia, também conquistaram o bronze na etapa de Aguascalientes pelo Circuito NORCECA de Vôlei de Praia, alcançando o vice-campeonato na etapa de Grande Caimão, além dos títulos em Manágua e Varadero.

## Títulos e resultados
- Etapa de Varadero do Circuito NORCECA de Vôlei de Praia:2019
- Etapa de Manágua do Circuito NORCECA de Vôlei de Praia:2019
- Etapa de Punta Cana do Circuito NORCECA de Vôlei de Praia:2018
- Etapa de Grande Caimão do Circuito NORCECA de Vôlei de Praia:2019
- Etapa de Aguascalientes do Circuito NORCECA de Vôlei de Praia:2019
- Etapa de Varadero do Circuito NORCECA de Vôlei de Praia:2017